# Ígor Klebánov
Igor Románovich Klebanov (en ruso: И́горь Ромáнович Клеба́нов; en ucraniano: Ігор Романович Клєбанов; nacido el 29 de marzo de 1962) es un físico teórico estadounidense. Desde 1989, ha sido miembro del cuerpo docente de la Universidad de Princeton, donde actualmente es profesor de Física Eugene Higgins y director del Centro de Ciencias Teóricas de Princeton.  En 2016, fue elegido miembro de la Academia Nacional de Ciencias.  Desde 2022, es director de Simons Collaboration on Confinement y QCD Strings. 

## Biografía
Klebanov creció en Járkov y emigró a Estados Unidos con sus padres y su hermana cuando tenía 16 años.
Recibió su educación universitaria en el MIT (promoción de 1982) y su doctorado. Licenciado en la Universidad de Princeton en 1986 como alumno de Curtis Callan. En su tesis realizó avances en el modelo de hadrones de Skyrme, que incluyó el primer artículo sobre un cristal de Skyrmion.  Klebanov trabajó como postdoctorado en el SLAC Theory Group. Sus principales contribuciones a la teoría de cuerdas se encuentran en los enfoques de modelos matriciales para cuerdas bidimensionales, en la dinámica de branas y en la dualidad teoría de calibre-gravedad. Su trabajo de 1996-97 sobre las relaciones entre branas en supergravedad y su descripción de la teoría de calibre  anticipó la correspondencia teoría de calibre-gravedad.
El artículo de Klebanov de 1998  con su estudiante de posgrado Steven Gubser y Alexander M. Polyakov, que hizo una declaración precisa de la dualidad AdS/CFT, se encuentra entre los artículos más citados en física teórica de alta energía. Una serie de artículos de Klebanov y sus colaboradores sobre las D-branas en el cónifold han llevado al descubrimiento  de la teoría del calibre en cascada. Su doble garganta deformada proporciona una descripción geométrica del confinamiento del color y la ruptura de la simetría quiral; se ha utilizado en la construcción de modelos para cosmología y física de partículas. La relación entre el modelo O(N) crítico tridimensional y la teoría bosónica de calibre de espín superior en el espacio AdS de 4 dimensiones  se ha denominado correspondencia Klebanov-Polyakov.
El trabajo más reciente de Klebanov incluye la entropía de entrelazamiento en teorías de calibre confinado,  el teorema F para flujos de grupos de renormalización,  grandes modelos de tensor N,  descripciones de fenómenos críticos de la teoría de campos y cicatrices cuánticas de muchos cuerpos como estados invariantes del grupo. 

## Honores
- 2010 - Beca Guggenheim[13]
- 2010 - Premio de tutoría para graduados de la Universidad de Princeton [14]
- 2012 - Elegido miembro de la Academia Estadounidense de Artes y Ciencias.
- Premios Tomassoni 2014 [15]
- 2016 - Elegido miembro de la Academia Nacional de Ciencias de EE. UU. [16]
- 2017 - Premio Pomeranchuk [17]
- 2022 - Medalla Oskar Klein [18]
- 2023- Medalla Dirac (ICTP)

## Obras
- hep-th/9108019 "String Theory in Two Dimensions", High Energy Physics - Theory (hep-th) Igor R. Klebanov, 26 Aug 1991
- Klebanov, Igor R. (1997). «World-volume approach to absorption by non-dilatonic branes». Nuclear Physics B (Elsevier BV) 496 (1–2): 231-242. Bibcode:1997NuPhB.496..231K. ISSN 0550-3213. S2CID 17484997. arXiv:hep-th/9702076. doi:10.1016/s0550-3213(97)00235-6.
- Gubser, S.S.; Klebanov, I.R.; Polyakov, A.M. (1998). «Gauge theory correlators from non-critical string theory». Physics Letters B (Elsevier BV) 428 (1–2): 105-114. Bibcode:1998PhLB..428..105G. ISSN 0370-2693. S2CID 15693064. arXiv:hep-th/9802109. doi:10.1016/s0370-2693(98)00377-3.
- Klebanov, Igor R; Strassler, Matthew J (31 de agosto de 2000). «Supergravity and a confining gauge theory: duality cascades and χSB-resolution of naked singularities». Journal of High Energy Physics (Springer Science and Business Media LLC) 2000 (8): 052. Bibcode:2000JHEP...08..052K. ISSN 1029-8479. S2CID 2484915. arXiv:hep-th/0007191. doi:10.1088/1126-6708/2000/08/052.
- Klebanov, I.R; Polyakov, A.M (2002). «AdS dual of the critical O(N) vector model». Physics Letters B (Elsevier BV) 550 (3–4): 213-219. Bibcode:2002PhLB..550..213K. ISSN 0370-2693. S2CID 14628213. arXiv:hep-th/0210114. doi:10.1016/s0370-2693(02)02980-5.
- "Some stringy aspects of the AdS/CFT duality", Strings 2002, Igor Klebanov
- Solving Quantum Field Theories via Curved Spacetimes, Physics Today, Igor Klebanov and Juan Maldacena
- Klebanov, Igor R.; Kutasov, David; Murugan, Arvind (2008). «Entanglement as a probe of confinement». Nuclear Physics B (Elsevier BV) 796 (1–2): 274-293. Bibcode:2008NuPhB.796..274K. ISSN 0550-3213. S2CID 15648248. arXiv:0709.2140. doi:10.1016/j.nuclphysb.2007.12.017.
- Jafferis, Daniel L.; Klebanov, Igor R.; Pufu, Silviu S.; Safdi, Benjamin R. (2011). «Towards the F-theorem: N = 2 field theories on the three-sphere». Journal of High Energy Physics (Springer Science and Business Media LLC) 2011 (6). ISSN 1029-8479. S2CID 117073551. arXiv:1103.1181. doi:10.1007/jhep06(2011)102.
- Klebanov, Igor R.; Tarnopolsky, Grigory (13 de febrero de 2017). «Uncolored random tensors, melon diagrams, and the Sachdev-Ye-Kitaev models». Physical Review D (American Physical Society (APS)) 95 (4): 046004. Bibcode:2017PhRvD..95d6004K. ISSN 2470-0010. S2CID 119391475. arXiv:1611.08915. doi:10.1103/physrevd.95.046004.